# مهلا عاطفه‌دار

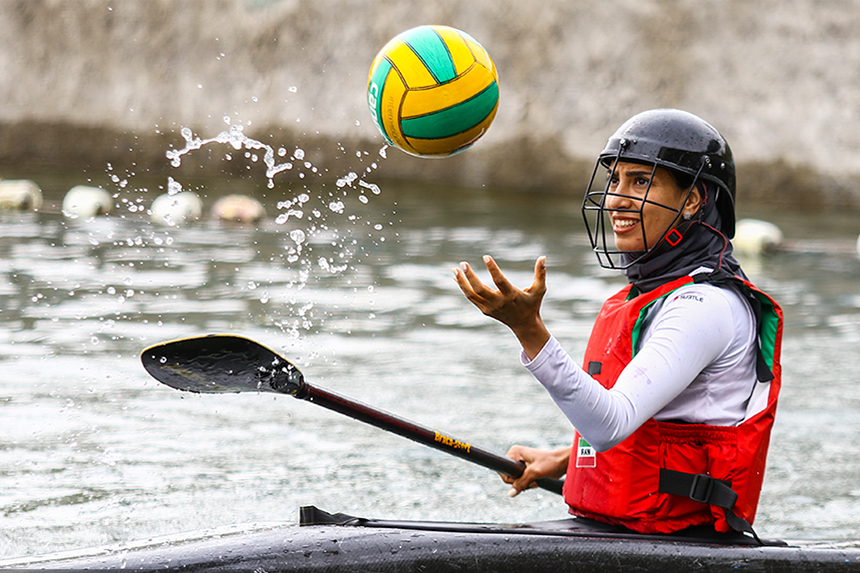

مهلا عاطفه‌دار عضو تیم ملی بزرگسالان کانوپولو قهرمان کانوبولو در مسابقات آسیایی جاکارتا ۲۰۱۶ بوده و در مسابقات جهانی کانوپولوی بانوان سیراکوزای ایتالیا (۲۰۱۶) نیز حضور داشته است. تیم ایران در این مسابقات به رده چهاردهم دست یافت.

## حضور در مسابقات آسیایی
مهلا عاطفه دار با حضور در مسابقات آسیایی جاکارتا در سال ۱۳۹۶ و با زدن گل طلایی باعث برتری دو بر یک و صعود تیم کانوپولو بانوان بزرگسال و جوانان ایران به فینال شد.مهلا عاطفه دار به همراه تیم در این مسابقات به مقام قهرمانی دست یافت.

## مسابقات کاپ ۲۰۱۹
عاطفه دار در مسابقان کاپ ۲۰۱۹ چین نیز تیم ملی ایران را همراهی کرد.